# Barren Islands
Die Barren Islands sind eine Inselgruppe in Alaska, Vereinigte Staaten von Amerika. Sie sind die nördlichsten Inseln des Kodiak-Archipels. Die größte Insel der Gruppe ist Ushagat Island. Die Inselgruppe hat eine Gesamtlandfläche von 42,03 km² und ist unbewohnt. Auf den Inseln East Amatuli Island und Nord Island befinden sich mit die größten Brutgebiete von Seevögeln in Alaska. Die Inselgruppe gehört zum Alaska Maritime National Wildlife Refuge.

## Inseln der Barren Islands
- East Amatuli Island (⊙ 4,3 km²)
- Nord Island (⊙ 0,40 km²)
- Sud Island (⊙ 1,11 km²)
- Sugarloaf Island (⊙ 0,73 km²)
- Ushagat Island (⊙ 28,13 km²)
- West Amatuli Island (⊙ 6,76 km²)